# Déborah Rodríguez
Pour les articles homonymes, voir Rodriguez.

Déborah Lizeth Rodríguez Guelmo (née le 2 décembre 1992 à Montevideo) est une athlète uruguayenne, spécialiste du 400 mètres haies et du 800 mètres.

## Biographie
Initialement spécialiste du 400 m haies, Déborah Rodríguez établit un record national de 59 s 21 aux championnats du monde de 2009.
Lors des Jeux olympiques de Londres elle est éliminée en séries, avec un nouveau record à 57 s 04
Elle progresse en 56 s 60 le 15 mars 2014 pour remporter les Jeux sud-américains à Santiago du Chili.
Elle le bat en 56 s 33 à Lima le 13 juin 2015 où elle devient championne d'Amérique du Sud, de même que sur 800 mètres, dans le temps de 2 min 1 s 46.
Elle décroche le bronze lors des Jeux panaméricains.
Elle établit son record personnel en séries des championnats du monde à Pékin en 56 s 30, nouveau record national.
C'est en 2017 qu'elle délaisse les haies pour se consacrer au 800 m. Aux championnats d'Amérique du Sud, après une troisième place en 2017, elle renoue avec la victoire en 2019, puis en 2021, année où elle améliore son record national en 2 min 0 s 20 lors du meeting de Genève.
Par ailleurs Déborah Rodríguez est la détentrice des records nationaux du 100 m haies et du 400 m.

## Palmarès
| Date | Compétition                    | Lieu                 | Résultat | Épreuve     | Temps         |
| ---- | ------------------------------ | -------------------- | -------- | ----------- | ------------- |
| 2009 | Championnats du monde cadets   | Bressanone           | 3e       | 400 m haies | 59 s 71       |
| 2011 | Championnats d'Amérique du Sud | Buenos Aires         | 3e       | 400 m haies | 58 s 63       |
| 2013 | Championnats d'Amérique du Sud | Carthagène des Indes | 2e       | 400 m haies | 58 s 06       |
| 2014 | Jeux sud-américains            | Santiago du Chili    | 1re      | 400 m haies | 56 s 60       |
| 2014 | Championnats ibéro-américains  | São Paulo            | 2e       | 400 m haies | 57 s 56       |
| 2015 | Championnats d'Amérique du Sud | Lima                 | 1re      | 400 m haies | 56 s 33       |
| 2015 | Championnats d'Amérique du Sud | Lima                 | 1re      | 800 m       | 2 min 01 s 46 |
| 2015 | Jeux panaméricains             | São Paulo            | 3e       | 400 m haies | 56 s 41       |
| 2016 | Championnats ibéro-américains  | Rio de Janeiro       | 1re      | 400 m haies | 57 s 22       |
| 2017 | Championnats d'Amérique du Sud | Luque                | 3e       | 800 m       | 2 min 07 s 41 |
| 2018 | Jeux sud-américains            | Cochabamba           | 1re      | 800 m       | 2 min 16 s 21 |
| 2019 | Championnats d'Amérique du Sud | Lima                 | 1re      | 800 m       | 2 min 02 s 68 |
| 2019 | Jeux panaméricains             | Lima                 | 3e       | 800 m       | 2 min 01 s 66 |
| 2021 | Championnats d'Amérique du Sud | Guayaquil            | 1re      | 800 m       | 2 min 03 s 38 |
| 2022 | Championnats ibéro-américains  | La Nucia             | 1re      | 800 m       | 2 min 02 s 53 |
| 2023 | Championnats d'Amérique du Sud | São Paulo            | 2e       | 800 m       | 2 min 03 s 94 |
| 2023 | Jeux panaméricains             | Santiago             | 2e       | 800 m       | 2 min 2 s 88  |
| 2024 | Championnats ibéro-américains  | Cuiabá               | 3e       | 800 m       | 2 min 03 s 32 |

### National
- 1 titre au 100 m : 2014
- 1 titre au 200 m : 2014
- 2 titres au 400 m : 2014 et 2015
- 2 titres au 800 m : 2015 et 2021
- 1 titre au 400 m haies : 2014

## Records
| Épreuve     | Temps              | Lieu         | Date           |
| ----------- | ------------------ | ------------ | -------------- |
| 400 m       | 52 s 53 (NR)       | Montevideo   | 3 octobre 2014 |
| 800 m       | 2 min 00 s 20 (NR) | Genève       | 12 juin 2021   |
| 100 m haies | 14 s 61 (NR)       | Buenos Aires | 8 février 2014 |
| 400 m haies | 56 s 30 (NR)       | Pékin        | 23 août 2015   |